# Karin Mickelsdotter
Karin Mickelsdotter, var en finländsk naturläkare (klok gumma).
Hon kom från Österbotten och bosatte sig senare på ett torp i Brännkyrka socken söder om Stockholm, där hon försörjde sig på att producera mjölk och som klok gumma; hon spådde bland annat i hand. 
Hon var bekant med Annika Staffansdotter, piga hos en lägre tjänsteman på Stockholms slott, som hon ofta besökte. Annika Staffansdotter var förälskad i sin arbetsgivare, och berättade även att en adlig kvinna hade förälskat sig i en kollega till Annikas husbonde. Annika och adelskvinnan besökte sedan Karins torp som kunder till henne i hennes egenskap av klok gumma. Karin spådde i hand och berättade att man kunde uppväcka kärlek hos en man om man klippte ett stycke av hans skjorta, brände det och blandade askan i hans mat. När Annika en tid efteråt rymde och lämnade efter sig ett hål i skjortan, anmäldes hon för trolldom till rådstugurätten. Detta ledde till att även Karin och adelskvinnan åtalades. 
Adelskvinnans förehavanden hänsköts till granskning i hovrätten, medan Annika Staffansdotter frikändes då ingen hade några klagomål att anföra mot henne. Karin dömdes 1648 till förvisning. Det var ett vanligt straff för trolldom i Stockholm före häxprocessen i Katarina.